# Ichnanthus tectus
Ichnanthus tectus là một loài thực vật có hoa trong họ Hòa thảo. Loài này được Swallen mô tả khoa học đầu tiên năm 1957.